# Kenan Karaman
Kenan Karaman (sinh ngày 5 tháng 3 năm 1994) là một cầu thủ bóng đá chuyên nghiệp người Thổ Nhĩ Kỳ thi đấu ở vị trí tiền đạo cho câu lạc bộ cho Schalke 04 tại 2. Bundesliga và đội tuyển quốc gia Thổ Nhĩ Kỳ.